# GICON-SOF
GICON-SOF war ein Forschungsprojekt zur Entwicklung einer durch Spannanker stabilisierten schwimmenden Windkraftanlage (TLP). Das 2009 begonnene Projekt wurde u. a. vom Europäischen Fonds für regionale Entwicklung gefördert. Zu den Projektpartnern zählten neben Gicon, die Technische Universität Freiberg, Universität Rostock und das Fraunhofer-Institut für Windenergiesysteme.
Die Idee war, im halb getauchten Zustand genug Stabilität zu haben, dass für das Absenken des Gewichtsankers kein Errichterschiff nötig wäre. Mit Tests von Modellen (1:50) in Wellenkanälen wurde nach Gicon-Angaben 2017 TRL 5 erreicht. Ein Projekt für eine 6-8-MW Demonstrationsanlage in der Nordsee wurde storniert.